# Hada (bướm đêm)
Hada là một chi bướm đêm thuộc họ Noctuidae.

## Các loài
- Hada armeniaca Hacker, Huber & Kuhna, 1988
- Hada bryoptera (Püngeler, 1900)
- Hada extrita (Staudinger, 1888)
- Hada fraterna Gyulai & Ronkay, 1998
- Hada honeyi Plante, 1982
- Hada lurida (Alphéraky, 1892)
- Hada persa (Alphéraky, 1897)
- Hada plebeja (Linnaeus, 1761)
- Hada sutrina (Grote, 1881)
- Hada tenebra (Hampson, 1905)